# To Drink from the Night Itself
To Drink from the Night Itself è il sesto album discografico in studio del gruppo musicale death metal svedese At the Gates, pubblicato nel 2018.

## Tracce
1. Der Widerstand – 1:28
2. To Drink from the Night Itself – 3:30
3. A Stare Bound in Stone – 4:08
4. Palace of Lepers – 4:05
5. Daggers of Black Haze – 4:42
6. The Chasm – 3:21
7. In Nameless Sleep – 3:37
8. The Colours of the Beast – 3:50
9. A Labyrinth of Tombs – 3:30
10. Seas of Starvation – 3:56
11. In Death They Shall Burn – 3:59
12. The Mirror Black – 4:42

## Formazione
- Tomas Lindberg - voce
- Jonas Stålhammar - chitarra
- Martin Larsson - chitarra
- Jonas Björler - basso
- Adrian Erlandsson - batteria